# Karen Clark Sheard
Karen Valencia Clark, mais conhecida como Karen Clark-Sheard (Detroit, Michigan em 15 de Novembro de 1960), é uma Cantora, Compositora e atriz estadunidense e que ganhou quatro vezes o Grammy com o conjunto com suas irmãs o lendário grupo estadunidense The Clark Sisters. Ela também é mãe da cantora gospel contemporânea e atriz Kierra Sheard.
Durante o hiato das Irmãs Clark, Sheard ganhou fama depois que ela gravou o seu álbum a solo aclamado pela crítica e muito esperada Finally Karen, que gerou o seu sucesso, "Balm in Gilead" (uma regravação de uma música que ela gravou originalmente como parte do The Clark Sisters na década de 1980 [Heart & Soul álbum]) o R&B "Just For Me" e "Nothing Without You" - um dueto contemporânea com R&B com a diva Faith Evans. Finally Karen se tornou um dos álbuns gospel de maior sucesso de 1998 que ganhou uma indicação ao Grammy e ganhar-lhe um Soul Train Lady of Soul Award na categoria "Best Female Vocalist".

## Biografia
Karen Clark Sheard nasceu 15 de novembro de 1960. Ela tem cinco irmãos mais velhos: Leo, Jacky Clark Chisholm, Denise Clark-Bradford, Elbernita "Twinkie" Clark, e Dorinda Clark Cole. Seus pais são pastor Elbert Clark e Dr. Mattie Moss Clark, uma pioneira de Detroit como diretora gospel de corais. Clark-Sheard é mais conhecida por ser um membro do grupo gospel The Clark Sisters. Ela é a Soprano do grupo e conhecida por suas altas habilidades vocais que variam, indo em "Whistle Register".
Karen Clark é casada com o Bispo J. Drew Sheard, e mãe de dois filhos: J. Drew Sheard e Kierra Sheard.
O marido é pastor sênior da Greater Emannuel Institutional Church of God in Christ, em Detroit. Sendo ela, a Primeira Dama da igreja.

## Influências vocais
Cantores Mariah Carey, Faith Evans, Coko de SWV, Jovan Lacroix, Blu Cantrell, Lil' Mo, Missy Elliott, e Fantasia tem como uma de suas influências vocais.

## Turnês e concertos
- 2010-2011: All in One World Tour
- 2007-2008: The Clark Sisters Live One Last Time Tour

## Filmografia
- 2010 Blessed & Cursed (filme)
- 2012-2011 church girl (stage play)
- 2012 For Richeror Or Poorer' (stage play)

## Discografia
- 1997: Finally Karen
- 2002: 2nd Chance
- 2003: The Heavens Are Telling
- 2006: It's Not Over
- 2010: All in One
- 2011: The Ultimate Collection